# هارفي لوي
هارفي لوي هو مقدم برامج إذاعية كندي، ولد في 30 أكتوبر 1918 في فيكتوريا في كندا، وتوفي في 11 مارس 2009 في ريتشموند في كندا.